# 中國剪紙

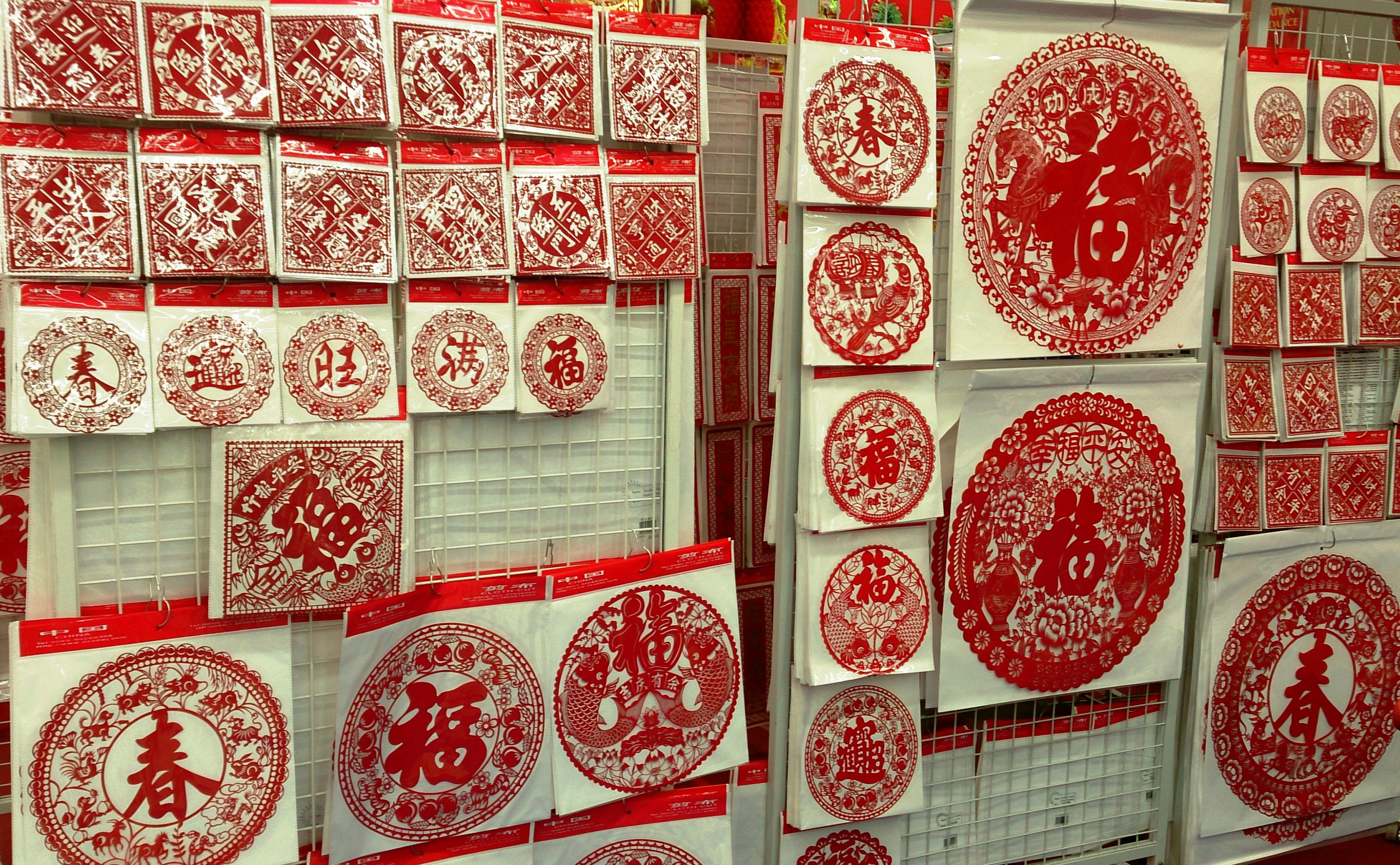

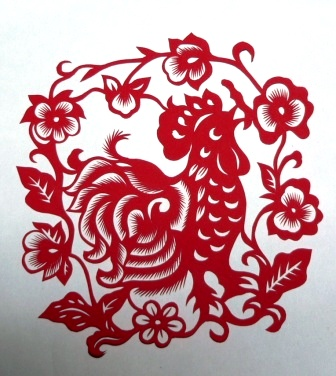
鸡造型的剪纸

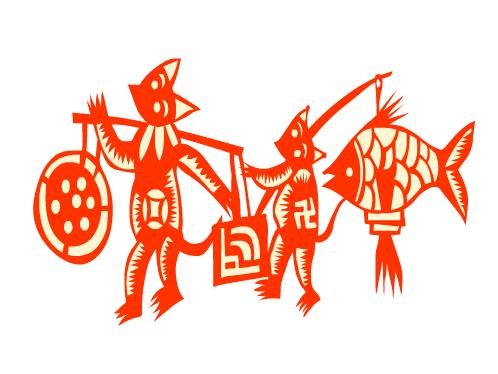
仿制高密旧谱重新绘制的。

中国剪纸是中国最古老的民间艺术之一，有人认为剪纸的前身可追溯到汉唐妇女使用金银箔剪成方胜贴在鬓角为饰的风俗。而贴在窗户上的剪纸又称窗花。
早期的剪纸多见于丧葬、祭祀等仪式中，大约跟道家的灵媒神务有关，例如杜甫的《彭衙行》中就有“暖汤濯我足，剪纸招我魂”的明确记载。时至今日，中国部分地区当庆祝节日时仍有剪鬼神之形贴于牛栏、门楣之上的巫术习俗，西南山区的集市上多有由专门的剪纸作坊，批量生产神符进行销售，各家各户的灶台楼阁细处的剪纸也是每年一换。
民间剪纸至今依然保存了丰富的支脉，许多地方逢年过节、婚丧嫁娶，乡民都会自备剪纸点缀墙壁、门窗、房柱、镜子等处，以表祈祷福寿，吉祥如意之意。在中国各地都能见到剪纸，甚至形成了不同地方风格流派，比较著名的就有高密剪纸、佛山剪纸等等。总体而论，北方剪纸粗犷豪放、純朴简练，南方剪纸则更倾于秀雅繁茂、精致和美。 其中不乏群众耳闻乐见的题材，像八仙过海、百年好合、麒麟送子、老鼠嫁女等等。
民间艺术向来相互影响、相互促进，例如刺绣，它的图案先用纸画好裁出，俗称纸样，然后才粘贴到面料上起绣；又如皮影人物的刻绘，也和剪纸的造型一脉相连。

## 传承发展
由于时代的发展，许多年轻人多数在城市中生活，目前擅长剪纸的多为农村乡镇中的老年妇女，随着她们的渐渐离世，剪纸艺术日渐濒临消亡。为了中国剪纸文化的传承，一些热爱剪纸人士正在努力挽救剪纸文化，一边收集各地的剪纸创作以丰富剪纸的样式和库存，另外还努力为剪纸艺术创造销售市场，使它能够为手艺人带来经济效益，以望推陈出新，发扬光大。

## 制作方法
剪纸的制作方法分为剪刀和刀刻，即剪镂刀刻两种，先起稿，再清楚标示剪去和留下的地方，再用刀刻。若转弯的时候不转刀，转纸，剪纸曲线更能突出，更加流畅。